# 在フランスカナダ大使館
在フランスカナダ大使館（ざいフランスカナダたいしかん、英語: Embassy of Canada, Paris、仏語: Ambassade du Canada en France）は、フランスにあるカナダの外交代表部である。パリ8区のモンテーニュ通り35番地にある。大使公邸はフォーブル・サントノレ通り135番地にある。
パリにはまたユネスコとOECDのカナダ常設代表部がある。なおケベック州政府はこれとは別に代表部を構えている。

## 歴史
この大使館はカナダ外交におけるもっとも古い「外国」での公館である。ある時期までカナダではイギリスは「外国」とみなされていなかった。
パリにおけるカナダの登場は1882年にまでさかのぼるが、これは実際のところケベック州によって始められたものである。ケベック州政府は、ジャーナリストで上院議員でもあったエクトル・ファーブルをフランスにおける州政府代表として任命した。連邦政府はこれを利用して、彼をカナダの「代理人」とか、のちには「弁務官」と呼んだ。とはいえ、彼には外交官としての身分は与えられなかった。またファーブルは組織上、在英カナダ高等弁務官に報告するはずであったが、実際にはほとんど監督されていなかった。
1911年にはフィリップ・ロイが自由党のローリエ首相によってカナダとケベックの総弁務官に任命された。その後の保守党政権は、こうしたロイに二重の役割が利益相反になる可能性を指摘したので、彼はケベック州代表の地位を辞任した。1914年に第一次世界大戦が始まると、パリにある外国公館の大半がドイツ軍を恐れて避難したのに、ロイはパリにとどまった。
1928年1月にはパリのカナダ事務所は正式な公使館に格上げされ、ロイも1928年9月19日に信任状を提出して、在フランス公使になった。
第二次世界大戦中、1940年にフランスが陥落すると、パリのカナダ公使であったジョルジュ・ヴァニエはロンドンに渡った。けれども、カナダはケベック州の世論に配慮して1942年までヴィシー政権を関係を維持していたので、ヴァニエはフランスに訪問することができた。1943年11月にカナダがシャルル・ド・ゴールの自由フランスを承認すると、ヴァニエはロンドンで彼らと対応した。
フランス解放後の1944年、公使館は大使館となり、ヴァニエが初代のフランス大使となった。
在仏大使館はヨーロッパにおけるカナダ最大の外交団のひとつである。公館には60人のカナダ人外交官と170人の現地雇用スタッフがいる。またコンスタンティン通り5番地にはカナダ文化センターがあり、フォーブル・サントノレ通り135番地には大使公邸がある。